# Saccopharynx harrisoni
Saccopharynx harrisoni és el nom científic d'una espècie de peix abisal pertanyent al gènere Saccopharynx. És una espècie batipelàgica que habita en la zona occidental de l'oceà Atlàntic, en concret en la zona de les Bermudes.